# シェキラ! シーズン3 サウンドトラック
『シェキラ! シーズン3 サウンドトラック I <3 DANCE』 (Shake It Up: I Love Dance)はディズニー・チャンネルで放送されたコメディドラマ『シェキラ!』第3作目のサウンドトラックである。米国で2013年3月5日に発売され、日本で同年7月14日に発売された。本作品は『シェキラ!』第3(最終)シーズンに基づいた楽曲が収められている。ディズニーチャンネルに出演している俳優、女優、歌手が参加しておりベラ・ソーン、ゼンデイヤ、ブリジット・メンドラー、マクレーン・シスターズ、キャロライン・サンシャイン、ロション・フェガン、セレーナ・ゴメス、ココ・ジョーンズ、オリヴィア・ホルトそしてダヴ・キャメロンである。アルバム製作時ディズニーチャンネルに出演していない参加アーティストは Young L.A. (BG5)、 ドリュー・シーリー、TKO、SOS そして Nevermind である。
その他、第1作目『シェキラ! サウンドトラック』(2011年)、第2作目『シェキラ! - リヴ・2・ダンス サウンドトラック』(2012年)、EP盤 Made in Japan （英語）(2012年)が発売されている。

## 概要
本作品は米国 Billboard 200 アルバムチャートで最高26位となり、Billboard Kid Albums で第1位、Billboard Top Soundtracks で最高2位となる。2013年に米国で134,000枚を売り上げ、テレビ番組のサウンドトラック年間売り上げにおいてトップ10入りを果たし第8位となる。スペインではチャートで第23位となる。
ベラ・ソーンとゼンデイヤによって歌われた「ここが私のステージ」 (原題: "This Is My Dance Floor") は米国Billboard Kid Digital Songs で最高2位となる。ソーンの「自分を解き放て」 (原題: "Blow the System") は最高20位となる。ソーンとゼンデイヤの「みんなドキドキ」 (原題: "Contagious Love") は最高20位となる。オリヴィア・ホルトの「ディーズ・ブーツ・アー・メイド・フォー・ウォーキン」 (原題: "These Boots Are Made for Walkin'") は最高6位となる。ゼンデイヤの「わたしのビート」 (原題: "Beat of My Drum") は最高8位となる。

## シングル
「みんなドキドキ」 (原題: "Contagious Love") は米国で2012年2月14日にシングルとして発売。この曲は番組『シェキラ!』の中でベラ・ソーンとゼンデイヤによってダンスが披露されている。また、この曲のミュージックビデオには、アメリカを拠点に活躍する日本人ダンサー Maho Udo (有働真帆）が出演している。

## トラックリスト
| #         | タイトル                                                                   | 作詞・作曲                                                                                      | アーティスト                                    | 時間  |
| --------- | -------------------------------------------------------------------------- | ----------------------------------------------------------------------------------------------- | ----------------------------------------------- | ----- |
| 1.        | 「みんなドキドキ」                                                         | ランバート・ワルドリップ、ミランダ・Ｒ・ジョンソン、アーニャ・ワシレンコ                        | ゼンデイヤ & ベラ・ソーン                       | 2:15  |
| 2.        | 「ここが私のステージ」                                                     | アリス・アーチオンティス、チェン・ネーマン、ジーニー・ルリー                                    | ベラ・ソーン & ゼンデイヤ                       | 3:07  |
| 3.        | 「わたしのビート」                                                         | ジェイ・ロレアル、ジェームズ・Ｊ・エイブラバート、メルヴィン・ハフ2世、リベリノ・Ｒ・ウォーター | ゼンデイヤ                                      | 3:16  |
| 4.        | 「自分を解き放て」                                                         | デイビッド・ダウッド、ナターリア・ハジャラ、ダレル・コーネル、フィリップ＝マーク・アンクティル  | ベラ・ソーン                                    | 3:30  |
| 5.        | 「パーティーの後には」                                                     | バーダー・ハバーグ、スコット・クリッペイン                                                      | ロション・フェガン & キャロライン・サンシャイン | 2:43  |
| 6.        | 「DJに会いに (DJ マイク・D・リミックス)」                                  | マケバ・リディック、ブライアン・ケネディ、ラショーン・ダニエルズ                                | ココ・ジョーンズ                                | 3:25  |
| 7.        | 「ディーズ・ブーツ・アー・メイド・フォー・ウォーキン」                     | リー・ヘイズルウッド                                                                            | オリヴィア・ホルト                              | 2:22  |
| 8.        | 「カミソリのようにシャープに」                                             | ニクラス・マリンダー、ジョアシム・パースソン、ヨハン・アルケナス、チャーリー・メーソン          | マクレーン・シスターズ                          | 3:15  |
| 9.        | 「今までにない音楽を」                                                     | バーダー・ハバーグ、オリ・ジョグヴァンソン、ミシェル・ルイス、ハイジ・ロハス                    | ダヴ・キャメロン                                | 2:57  |
| 10.       | 「もっとよくできる」                                                       | ティム・ジェームズ、アントニーナ・アーマト、アダム・スミートン                                  | Y.LA                                            | 2:34  |
| 11.       | 「シェキラ!テーマソング (コール・プランテ・リブート・リミックス)」         | ジーニー・ルリー、アリス・アーチオンチス、チェン・ネーマン                                      | セレーナ・ゴメス                                | 3:32  |
| 12.       | 「踊り明かすの (アレックス・ゲネア 3.0・リミックス) [ボーナス・トラック]」 | ブリジット・メンドラー、ジョシュ・アレキサンダー、ビリー・スタインバーグ                        | ブリジット・メンドラー                          | 3:21  |
| 合計時間: | 合計時間:                                                                  | 合計時間:                                                                                       | 合計時間:                                       | 36:29 |

| #   | タイトル            | 作詞・作曲                                                                             | アーティスト           | 時間 |
| --- | ------------------- | -------------------------------------------------------------------------------------- | ---------------------- | ---- |
| 13. | 「I'm Back」        | ベン・チャールズ                                                                       | ゼンデイヤ             | 2:26 |
| 14. | 「Freaky Freakend」 | ランバート・ワルドリップ、ミランダ・Ｒ・ジョンソン                                     | ココ・ジョーンズ       | 2:35 |
| 15. | 「Law of Averages」 | アントニーナ・アーマト、ティム・ジェームズ、アダム・スミートン、アダム・シュマルホルツ | TKO & ネヴァーマインド | 2:43 |

| #   | タイトル                     | 作詞・作曲                                             | アーティスト       | 時間 |
| --- | ---------------------------- | ------------------------------------------------------ | ------------------ | ---- |
| 13. | 「Get'cha Head in the Game」 | レイ・チャム、グレッグ・チャム、アンドリュー・シーリー | ベラ・ソーン       | 2:40 |
| 14. | 「I Do」                     | ダン・ブック、アレクセイ・マイソウル                   | ドリュー・シーリー | 3:42 |

| #         | タイトル                                              | 作詞・作曲 | アーティスト     | 時間  |
| --------- | ----------------------------------------------------- | ---------- | ---------------- | ----- |
| 13.       | 「アイム・バック [日本盤ボーナス・トラック]」         |            | ゼンデイヤ       | 2:26  |
| 14.       | 「試合を制すの [日本盤ボーナス・トラック]」           |            | ベラ・ソーン     | 2:39  |
| 15.       | 「はじけるウィークエンド [日本盤ボーナス・トラック]」 |            | ココ・ジョーンズ | 2:34  |
| 合計時間: | 合計時間:                                             | 合計時間:  | 合計時間:        | 43:56 |

| #  | タイトル                                          | 作詞 | 作曲・編曲 |
| -- | ------------------------------------------------- | ---- | ---------- |
| 1. | 「ベラ & ゼンデイヤからのスペシャル・メッセージ」 |      |            |
| 2. | 「みんなドキドキ (ミュージック・ビデオ)」         |      |            |
| 3. | 「みんなドキドキ (ダンス教則映像)」               |      |            |

## チャート
| チャート (2013年)              | 最高順位 |
| ------------------------------ | -------- |
| スペイン (プロムシカエ)        | 23       |
| 米国 Billboard 200             | 26       |
| 米国 Billboard Kid Albums      | 1        |
| 米国 Billboard Top Soundtracks | 2        |

## 各国の発売日
| 国名     | 発売日        | 規格                         | レーベル                     |
| -------- | ------------- | ---------------------------- | ---------------------------- |
| 米国     | 2013年3月5日  | スタンダード盤、デラックス盤 | ウォルト・ディズニー         |
| ブラジル | 2013年6月26日 | スタンダード盤               | ウォルト・ディズニー         |
| 日本     | 2013年7月14日 | アルバムCD + DVD             | エイベックス・マーケティング |